# The Vamps
The Vamps is een Britse popgroep bestaande uit Bradley Will Simpson (leadzanger en gitarist), James McVey (leadgitarist en zang), Connor Ball (bassist en zang) en Tristan Evans (drummer en zang). De groep ontstond begin 2012 en in november dat jaar tekenden ze bij Mercury Records.

## Leden

### Brad Simpson
Bradley "Bradley" William "Will" Simpson (geboren op 28 juli 1995) komt uit Sutton Coldfield, West Midlands. Hij is de leadzanger en speelt ook gitaar en piano. Simpson ontmoette James McVey via Facebook in 2011 en sinds dan hebben zij gewerkt aan hun debuutalbum (meet the vamps).

### James McVey
James Daniel McVey (geboren op 30 april 1994) komt uit Bournemouth, Dorset. Hij is de leadgitarist en achtergrondzanger. McVey ontmoette Brad Simpson via Facebook in 2011 en sinds dan hebben zij gewerkt aan hun debuutalbum.

### Connor Ball
Connor Samuel John Ball (geboren op 15 maart 1996 in Aberdeen, Schotland) komt uit Hatton, Warwickshire. Hij speelt basgitaar en is achtergrondzanger. Hij was de laatste die zich aansloot bij de band op 10 maart 2013.

### Tristan Evans
Tristan Oliver Vance Evans (geboren op 15 augustus 1994) komt uit Exeter, Devon. Hij speelt drum en is achtergrondzanger. Evans fungeert ook als producer voor de band, vooral met hun covers.

## Discografie

### Albums
- Meet the Vamps (2014)
- Wake Up (ep, 2015)
- Wake Up (2015)
- Night & day - Night edition (2017)
- Night & day - Day edition (2018)
- Missing you (ep, 2019)
- Cherry Blossom (2020)

### Singles
- Can We Dance (2013)
- Wild Heart (2014)
- Last Night (2014)
- Somebody to You (2014)
- Cecilia (You're Breaking My Heart) (2014, met Shawn Mendes)
- Hurricane (2014)
- Wake Up (2015)
- Wake Up (Acoustic Version) (2015)
- Stay Here (2015)
- Risk It All (Live) (2015)
- Burn (2015)
- Wake Up (Spanish Version) (2015)
- Cheater (2015)
- Stolen Moments (2015)
- Rest Your Love (2015)
- I Found a Girl (2016)
- All Night (2016, met Matoma)
- Middle of the Night (2017)
- Hands (2017)
- Personal (2017)
- Same to You (2017)
- Hair Too Long (2018)
- Just My Type (2018)
- All the lies (2019)
- Right now (2019)
- Waves (2019)
- Missing you (2019)
- Married in Vegas (2020)
- Would you (2020)
- Chemicals (2020)
- Better (2020)
- Glory days (2020)
- Bitter (2020)
- Part of me (2020)
- Protocol (2020)
- Nothing but you (2020)
- Treading water (2020)